# Kelly Gago
Kelly Gago (Créteil, 9 januari 1999) is een voetbalspeelster uit Frankrijk. Ze speelt als aanvaller voor Everton FC in de Super League.

## Clubcarrière
Gago maakte haar profdebuut voor VGA Saint-Maur in de Division 1, het hoogste vrouwenvoetbalniveau van Frankrijk. In diezelfde competitie kwam ze vervolgens ook uit voor Dijon FCO en AS Saint-Étienne. In 2022 vertrok ze naar Italië waar ze in twee jaar uitkwam voor UC Sampdoria en Parma Calcio. Na haar vertrek uit Italië keerde ze terug naar Frankrijk, waar ze in 2024 voetbalde voor FC Nantes. Voor deze club speelde ze tien competitiewedstrijden, waarin ze tweemaal scoorde en een assist gaf.
In december 2024 maakte het Engelse Everton FC bekend Gago over te hebben genomen van FC Nantes voor een onbekende transfersom. Ze voegde zich op 1 januari 2025 bij de club uit Liverpool.

## Statistieken
| Seizoen | Club             | Land      | Competitie   | Wedstrijden | Doelpunten |
| ------- | ---------------- | --------- | ------------ | ----------- | ---------- |
| 2015/16 | VGA Saint-Maur   | Frankrijk | Division 1   | 4           | 0          |
| 2016/17 | AS Saint-Étienne | Frankrijk | Division 1   | 9           | 0          |
| 2017/18 | AS Saint-Étienne | Frankrijk | Division 1   | 18          | 5          |
| 2022/23 | UC Sampdoria     | Italië    | Serie A      | 15          | 3          |
| 2023/24 | FC Nantes        | Frankrijk | Division 1   | 10          | 2          |
| 2024/25 | Everton FC       | Engeland  | Super League | 8           | 4          |
| Totaal  | Totaal           | Totaal    | Totaal       | 64          | 14         |

Laatste update: 24 april 2025

## Interlandcarrière
Gago maakte haar debuut voor het Franse nationale team in een wedstrijd tegen Jamaica. In haar tweede interland kwam ze tot scoren tegen Zwitserland.